# Bonnie Lynn Bassler

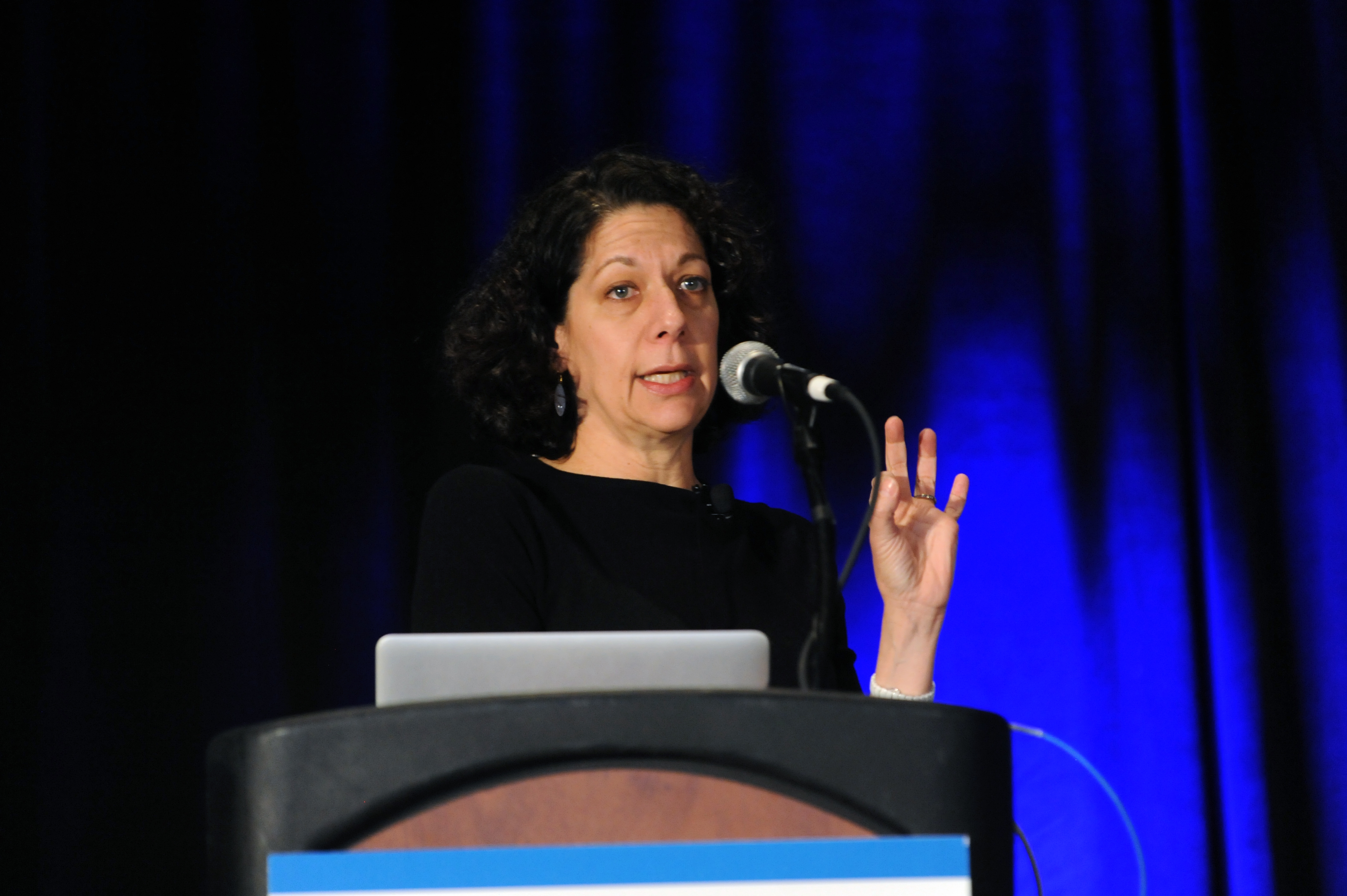
Bonnie Lynn Bassler (2015)

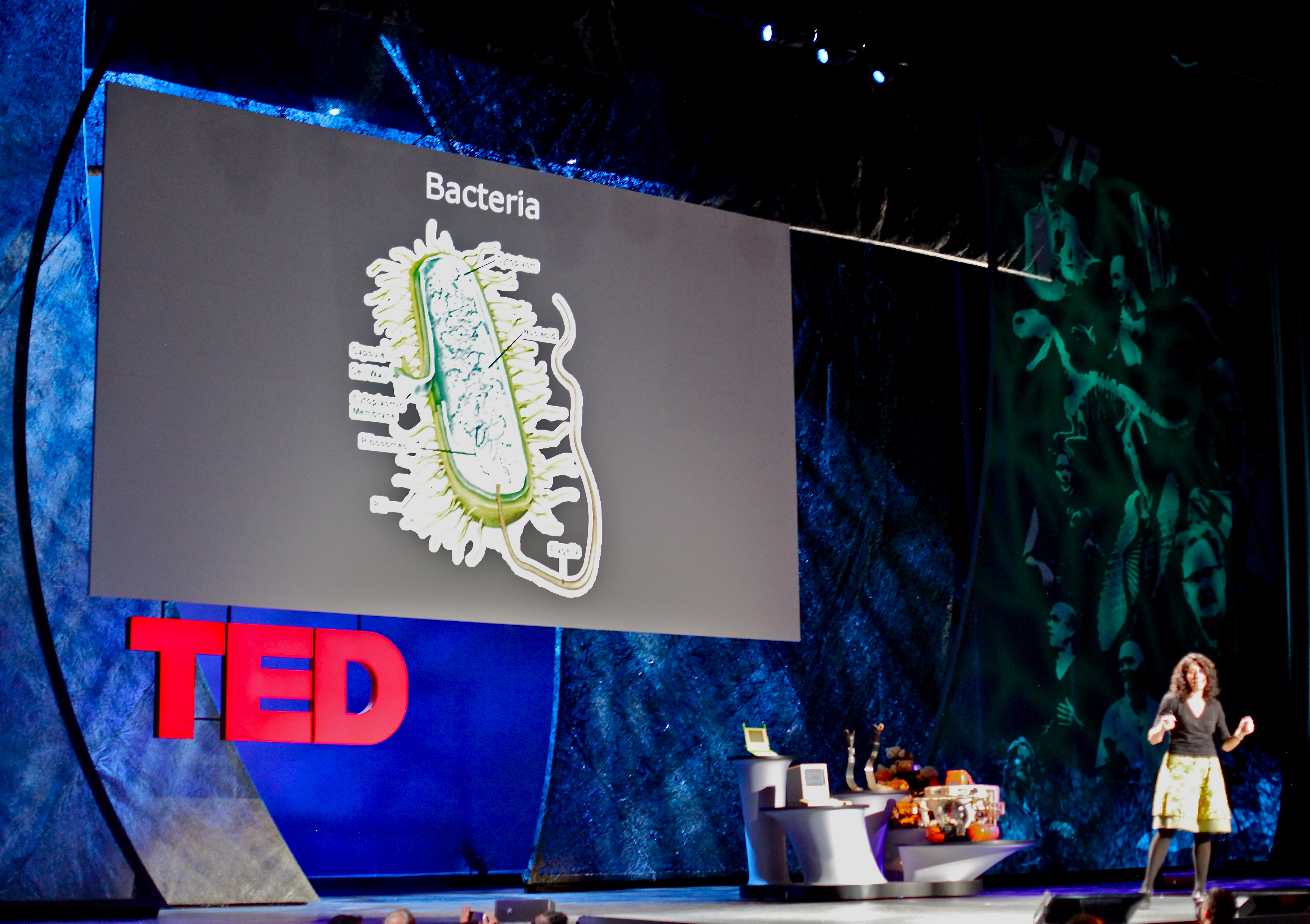
Bonnie Lynn Bassler bei einem TED-Vortrag über bakterielle Kommunikation (2009)

Bonnie Lynn Bassler (* 1962) ist eine US-amerikanische Mikrobiologin, die als Wegbereiterin eines Forschungszweigs der Mikrobiologie, der bakteriellen interzellularen Signalkommunikation, gilt.

## Leben
Ursprünglich wollte Bassler Tierärztin werden, aber die obligatorischen Tierversuche waren ihr zuwider. Daher wandte sie sich an der University of California, Davis der Molekularbiologie zu, wollte als Forscherin die Krebsmedizin zu ihrem Arbeitsgebiet wählen. Dann entdeckte sie die Kommunikationswege zwischen Bakterien. Bevor es ihr tatsächlich gelang, den Beweis zu erbringen, dass diverse Bakterienarten sich trotz der hohen energetischen Biosynthesekosten lebhaft über molekulare Signale koordinieren, galt die heute überkommene Lehrmeinung, dass Bakterien dazu nicht in der Lage seien. Der Forscherkollege Nealson, so berichtete 2003 der Wissenschaftsjournalist Steve Silberman in Wired, sei mehrfach mit seinen Ergebnissen zu Vibrio fischeri durch das Peer Review der mikrobiologischen Fachzeitschriften als „Phantast“ abgewiesen worden.
Im Jahr 1990, Bassler hatte gerade ihre Promotion, bekam sie einen Forschungsauftrag unter dem Genetiker Michael R. Silverman am Agouron Institute im kalifornischen La Jolla. Sie war maßgeblich beteiligt an der Aufdeckung und Erschließung der molekularen Kommunikationsmechanismen zwischen Bakterien, in der englischsprachigen Welt als quorum sensing bezeichnet. Seit 1994 lehrt sie als Professorin an der Princeton University und leitet ein Forschungslabor.
Bassler ist Herausgeberin der Zeitschrift Annual Review of Genetics. Seit 2022 zählt der Medienkonzern Clarivate sie aufgrund der Zahl der Zitationen zu den Favoriten auf einen Nobelpreis (Clarivate Citation Laureates).

## Auszeichnungen (Auswahl)
- 2002 MacArthur Fellowship
- 2004 Fellow der American Association for the Advancement of Science[2]
- 2006 Eli Lilly and Company-Elanco Research Award
- 2006 Aufnahme in die National Academy of Sciences
- 2007 Aufnahme in die American Academy of Arts and Sciences[3]
- 2009 Wiley Prize in Biomedical Sciences
- 2011 Richard Lounsbery Award
- 2012 UNESCO-L’Oréal-Preis
- 2012 Mitglied der American Philosophical Society[4]
- 2015 Shaw Prize (gemeinsam mit Everett Peter Greenberg)[5]
- 2015 Howard Taylor Ricketts Award
- 2016 Max-Planck-Forschungspreis
- 2016 Pearl Meister Greengard Prize
- 2018 Dickson Prize in Medicine
- 2018 Ernst Schering Preis
- 2020 Genetics Society of America Medal
- 2020 Gruber-Preis für Genetik
- 2021 Paul-Ehrlich-und-Ludwig-Darmstaedter-Preis
- 2022 Wolf-Preis in Chemie[6]
- 2023 Canada Gairdner International Award
- 2023 Prinzessin-von-Asturien-Preis[7]
- 2023 Albany Medical Center Prize
- 2025 National Medal of Science[8]

## Veröffentlichungen (Auswahl)
- Melissa B. Miller, Bonnie L. Bassler: Quorum Sensing in Bacteria. In: Annual Review of Microbiology. Band 55, Nr. 1, 2001, S. 165–199, doi:10.1146/annurev.micro.55.1.165, PMID 11544353.
- Stephan Schauder, Bonnie L. Bassler: The languages of bacteria. In: Genes & Development. Band 15, Nr. 12, 2001, S. 1468–1480, doi:10.1101/gad.899601, PMID 11410527.
- Stephen C. Winans, Bonnie L. Bassler: Mob Psychology. In: Journal of Bacteriology. Band 184, Nr. 4, 2002, S. 873–883, doi:10.1128/jb.184.4.873-883.2002, PMID 11807045.
- Michael J. Federle, Bonnie L. Bassler: Interspecies communication in bacteria. In: Journal of Clinical Investigation. Band 112, Nr. 9, 2003, S. 1291–1299, doi:10.1172/jci20195, PMID 14597753, PMC 228483 (freier Volltext).
- Christopher M. Waters, Bonnie L. Bassler: Quorum Sensing: Cell-to-Cell Communication in Bacteria. In: Annual Review of Cell and Developmental Biology. Band 21, Nr. 1, 2005, S. 319–346, doi:10.1146/annurev.cellbio.21.012704.131001, PMID 16212498.
- Wai Leung Ng, Bonnie L. Bassler: Bacterial Quorum-Sensing Network Architectures. In: Annual Review of Genetics. Band 43, Nr. 1, 2009, S. 197–222, doi:10.1146/annurev-genet-102108-134304, PMID 19686078, PMC 4313539 (freier Volltext).
- Kai Papenfort, Bonnie L. Bassler: Quorum sensing signal–response systems in Gram-negative bacteria. In: Nature Reviews Microbiology. Band 14, Nr. 9, 2016, S. 576–588, doi:10.1038/nrmicro.2016.89, PMID 27510864, PMC 5056591 (freier Volltext).